# Kapellskär–Paldiski
Kapellskär–Paldiski är två färjelinjer mellan Kapellskär i Sverige och båda Paldiskiis hamnar i Estland, En ro-pax-linje mellan Kapellskär och Paldiskis södra hamn trafikeras av Tallink. Den andra från Paldiskis norra hamn trafikeras av DFDS. Linjerna räknas som en del av europaväg E265.

## Fartyg
Tallink trafikerar rutten med ro-pax-fartyget Regal Star. DFDS trafikerar sträckan med Liverpool Seaways. Regal Star räknas som lastbilsfartyg med passagerarutymmen för 76 passagerare, och hon tar normalt inte personbilar, och har inte personal för att stödja många passagerare. Liverpool Seaways är registrerad som last- och passagerarfartyg, men bokning görs endast för frakt med eller utan förare, inte personbilar med passagerare.

## Historik
Tallink startade den helt nya linjen Paldiski-Kapellskär den 13 oktober 1997 med chartrad ro-pax-fartyg Marine Evangeline. I augusti 1998 köpte Tallink fartyget och omdöpte det till Kapella. Tallink har trafikerat på den linjen från och med år 1997 upp till nu, när rederiet har Regal Star på den linjen. På den linjen har trafikerat också färjan Vana Tallinn.
Ett annat estniskt rederi Baltic Scandinavian Lines startade trafik på linjen Paldiski-Kapellskär med ro-pax fartyget Via Mare i år 2005. När Merktrans köpte Baltic Scandinavian Lines, omdirigerades linjen från Paldiskis södra hamn till Paldiskis norra hamn. Baltic Scandinavian Lines köptes i år 2011 av DFDS Seaways, som fortsätter på den linjen.

## Turer
Det går fem avgångar i veckan för Tallink och sju avgångar för DFDS. Turerna tar mellan nio och tolv timmar, vilket gör att fartygen kan hinna fram och tillbaka varje dygn, om än med lite varierande avgångstider.